# Gmina Crystal (hrabstwo Hancock)

Położenie Gminy Crystal w hrabstwie Hancock

Gmina Crystal (ang. Crystal Township) – gmina w USA, w stanie Iowa, w hrabstwie Hancock. Według danych z 2000 roku gmina miała 529 mieszkańców, a jej powierzchnia wynosi 91,96 km².